# Wenceslau Ciuró i Sureda
Wenceslau Ciuró i Sureda   (Castellterçol, 1 de maig de 1895 - Barcelona, 23 d'abril de 1978) fou un monjo i il·lusionista català.
Era a França quan va esclatar la Guerra Civil, on va aprendre les claus d'una professió per la qual es va sentir atret mentre estudiava al seminari. Alumne també del cèlebre Partagàs, el pare Ciuró va tornar l'any 1947 per organitzar sessions benèfiques i programes de televisió que el van popularitzar. Veure treballar el mític Fu-Manchú el va animar a adoptar una estètica xinesa i a anunciar-se com Ling-Kai-Fu en moltes actuacions. Va escriure una quinzena de tractats de màgia, considerats clàssics i traduïts a diversos llengües.
Obres destacades
- Más de 200 juegos de manos con la baraja (1952)
- La prestidigitación al alcance de todos (1958)
- Juegos de manos de bolsillo (1961) 4 vols.
- Cien pasatiempos de magia (1974)